# Oxathres decorata
Oxathres decorata là một loài bọ cánh cứng trong họ Cerambycidae.